# Ванадатометрія
Ванада́тометрі́я (рос. ванадатометрия, англ. vanadatometry, нім. Vanadatmetrie) — титриметричний метод кількісного аналізу, який заснований на застосуванні стандартних розчинів сполук Ванадію(V) як окисника (рідше — сполук Ванадію(III) як відновника).

## Визначення
У кислому розчині Ванадій(V) відновлюється до Ванадію(IV), а при використанні сильного відновника навіть до Ванадію(III). Потенціал пари VO3+/VO2+ сильно залежить від кислотності середовища: наприклад, у 5 М розчині сульфатної кислоти він складає 0,97 В, а в 27 М розчині — 1,45 В.
Індикатором у ванадатометрії слугує фенілантранілова кислота.

## Застосування
Найпоширенішим титрантом у ванадатометрії є метаванадат амонію NH4VO3. Його та інші ванатади (метаванадати) використовують для визначення вмісту сполук Fe(II), Os(IV), Mo(V), W, U(IV), V, Sn, Cu, Ti. Окрім цього вони застосовуються і у непрямому титруванні — для визначення Na, K, Cs, Rb, Ca, P, Mo, W, U, Cr, Pb, Ag, Hg.
За цим методом визначають і деякі органічні сполуки: диметилгліоксим, 8-оксихінолін, купферон, а також багатоосновні карбонові кислоти (лимонну, яблучну, молочну, винну).